# Oronoco (Minnesota)
Oronoco es una ciudad ubicada en el condado de Olmsted en el estado estadounidense de Minnesota. En el Censo de 2010 tenía una población de 1300 habitantes y una densidad poblacional de 178,24 personas por km².

## Geografía
Oronoco se encuentra ubicada en las coordenadas 44°9′40″N 92°32′27″O / 44.16111, -92.54083. Según la Oficina del Censo de los Estados Unidos, Oronoco tiene una superficie total de 7.29 km², de la cual 6.46 km² corresponden a tierra firme y (11.47%) 0.84 km² es agua.

## Demografía
Según el censo de 2010, había 1300 personas residiendo en Oronoco. La densidad de población era de 178,24 hab./km². De los 1300 habitantes, Oronoco estaba compuesto por el 95.23% blancos, el 0.15% eran afroamericanos, el 0.15% eran amerindios, el 3% eran asiáticos, el 0.23% eran isleños del Pacífico, el 0.46% eran de otras razas y el 0.77% pertenecían a dos o más razas. Del total de la población el 0.54% eran hispanos o latinos de cualquier raza.